# CO2-Abscheidung und -Speicherung
CO2-Abscheidung und -Speicherung (Fachbegriffe: CO2-Sequestrierung und CCS (englisch carbon capture and storage)) bezeichnet einen Prozess, bei dem Kohlendioxid (CO2) entweder aus der Umwelt oder direkt an den Quellen fossiler CO2-Emissionen industrieller oder energiebezogener Art abgeschieden, aufbereitet, komprimiert und zu einer Speicherstätte transportiert und mit der dortigen Einspeisung dem natürlichen CO2-Kreislauf in der Atmosphäre möglichst langdauernd entzogen wird.
CO2 wirkt in der Atmosphäre als Treibhausgas und ist die Hauptursache der menschengemachten globalen Erwärmung. Zur Anwendung kommen soll die CO2-Abscheidung und -Speicherung vor allem dort, wo große Mengen von CO2 anfallen, vorrangig in Kraftwerken mit fossilen Brennstoffen, aber auch bei Industrieprozessen und im Bergbau. Als mögliche Langzeit-Lagerstätten gelten besondere geologische Formationen wie tiefe salzwasserführende Grundwasserleiter (Aquifere) oder ausgeförderte Erdöl- und Erdgaslagerstätten, bei tiefen Kohleflöze ist der sichere Einschluss fraglich. Bei einigen geologischen Speicherstätten gibt es eine Nutzungskonkurrenz.
Mittels CCS lässt sich der CO2-Ausstoß fossiler Kraftwerke senken, er läge aber bei  Steinkohlekraftwerken immer noch deutlich höher als bei erneuerbaren Energien oder Kernkraftwerken. Zudem verschlechtert die CCS-Technik den Wirkungsgrad von Kraftwerken, der Brennstoffmehrverbrauch betrüge ca. 24 bis 40 % gegenüber Kraftwerken ohne CCS-Technik.
2016 stand die technische und wirtschaftliche Umsetzbarkeit von CCS-Kraftwerken trotz zwei Jahrzehnten der Forschung und des Baus von Prototypen weiterhin aus. Die Wirtschaftlichkeit der Technologie ist fraglich, da einige erneuerbare Energien bereits 2020 gleich hohe oder niedrigere Produktionskosten aufgewiesen haben.
2005 hatte der Weltklimarat (IPCC) einen Sonderbericht zur Abscheidung und Speicherung von CO2 herausgegeben. Um im Sinne des Pariser Klimaabkommens von 2015 die durchschnittliche Erwärmung bei maximal 1,5 °C zu halten, wären nach Berechnungen des Weltklimarats IPCC „negative Emissionen“ – also das Entziehen von CO2 aus der Atmosphäre – notwendig. Auch der Großteil der Szenarien, die die Erderwärmung auf 2 °C begrenzen wollen, geht von der Verfügbarkeit entsprechender Verfahren aus, wobei auch Bioenergie mit CO2-Abscheidung und -Speicherung (BECCS) und noch mehr Verkohlung (PyCCS) eine Rolle spielen könnten.

## Abscheidung
Die Abtrennung von CO2 in Kraftwerken kann mit unterschiedlichen Verfahren erfolgen, z. B. nach der Verbrennung in einer CO2-Wäsche aus dem Abgas (Post-Combustion), Abtrennung nach Kohlevergasung (CO2-reduziertes IGCC-Kraftwerk, Pre-Combustion), oder Verbrennung in Sauerstoffatmosphäre (Oxyfuel). Alle drei Verfahren werden parallel zueinander entwickelt und sind in Pilotanlagen realisiert. Jede der Techniken hat gegenüber den anderen spezifische Vor- und Nachteile. Es ist bisher völlig offen, welche Technik (und ob überhaupt eine) sich im großtechnischen Einsatz durchsetzen könnte. Kritische Größen sind unter anderem die Wirkungsgradverluste, die Abscheidungsrate (welcher Anteil des CO2 wird erfasst), die Reinheit des abgeschiedenen CO2, weitere Umweltwirkungen auf Luft-, Wasser- oder Abfallpfad, die Kosten sowie die negative Auswirkung auf die Laständerungsgeschwindigkeit. Insbesondere bleiben Verunreinigungen durch Quecksilber und radioaktive Spuren im Rauchgas.

### Nachgeschaltete Abscheidung im Abgas

Abfolge der CO_{2}-Abscheidung im Post-Combustion-Verfahren (einschließlich CO_{2}-Transport und -Speicherung)

Als letzter Reinigungsschritt des Abgases nach der Entschwefelung kann eine CO2-Wäsche installiert werden. Dieses Verfahren wird auch Post-Combustion-Capture genannt (engl. combustion = ‚Verbrennung‘; capture = ‚Einfangen‘). Bei einem Kohlekraftwerk mit einem angenommenen Wirkungsgrad von 38 % ohne Abscheidung sind zur Produktion von 1 kWh elektrischen Stroms 0,32 kg Steinkohle nötig, aus der ca. 0,88 kg CO2 entsteht. Hauptbestandteil des Abgases ist jedoch der in der Atmosphäre enthaltene Stickstoff. Der CO2-Partialdruck beträgt etwa 15 %. Dies macht Waschverfahren relativ aufwändig, da der Stickstoff quasi als „Ballast“ durch den gesamten Prozess geschleppt werden muss.
Verschiedene Waschverfahren befinden sich in der Erprobung. In der Erdgasaufbereitung (nicht aber im Kraftwerksbereich) großtechnisch bekannt ist die Aminwäsche, bei der das CO2 bei 40 °C unter Bildung temporärer Carbamidsäuren an fein verteilte Tröpfchen eines zugesetzten Amins gebunden wird und mit diesen in einem zweiten Schritt in einen Abscheider (Stripper) gelangt, wo das CO2 bei 150 °C wieder, in nun konzentrierter Form, aus diesen Tröpfchen freigesetzt wird und die freigewordenen Amin-Tröpfchen zurück in den davor liegenden Prozessschritt kehren. Amine gelten bei offenen Prozessen allerdings als dritthäufigste Ursache arbeitsplatzbedingter Krebserkrankungen, und auch eine geschlossene Abscheidetechnik wäre für Arbeiter und Bevölkerung nicht ohne technische Risiken. Gefährdungen dieser Art dagegen sind bei Einsatz nicht flüchtiger Amine wie z. B. der Aminosäuren Prolin oder Sarcosin nicht zu erwarten, weshalb seit 2009 im Kraftwerk Staudinger ein solches, auf einer Aminosäuresalzlösung basierendes Verfahren erprobt wurde. Der Wirkungsgrad allein des Kraftwerks sank dabei um sechs Prozentpunkte (6 %), die CO2-Abscheideleistung indes betrug über 90 %.
Analog funktioniert eine Carbonat-Wäsche mit Hydrogencarbonat. Bei der Carbonatwäsche erfolgt die CO2-Fixierung bei ca. 40 °C und die anschließende CO2-Abspaltung bei 105 °C. Eine Entfernung von Kohlenstoffdioxid aus Rauchgasen ist aber auch mit organischen Lösungsmitteln möglich, z. B. mit Methanol (Rectisolwäsche), N-Methyl-2-pyrrolidon (Purisolwäsche) oder Polyethylenglykoldimethylether (Selexol-Wäsche). Die Abscheiderate liegt mit diesen Verfahren bei bis zu ca. 95 %, der Energieaufwand ist anderen Verfahren vergleichbar, senkt den Wirkungsgrad allein der Kraftwerke allerdings ebenfalls um mehr als 5 %.
Weitere Trennverfahren sind Membranfilter, Chilled Ammonia oder das Carbonat-Looping-Verfahren (bzw. Lime-Loop-CO2-Reduction-Verfahren), bei dem Kalkstein als Kreislaufmedium benutzt wird und man dementsprechend mit den beiden Calciumverbindungen Calciumoxid (Branntkalk, CaO) und dem das daraus zwischenzeitlich gebildeten Calciumcarbonat (CaCO3) arbeitet. Der gesamte Prozess läuft hier in einem Temperaturbereich von 650–900 °C ab, woraus sich ein vergleichsweise geringer Wirkungsgradverlust ergibt. Der effektiv geringere Wirkungsgrad wurde bisher allerdings lediglich qualitativ diskutiert.
Gemeinsam ist allen Waschverfahren der hohe Energiebedarf, der beispielsweise für die Regenerierung der Waschmittel notwendig ist. Bei einem Kohlekraftwerk sinkt dabei der Gesamtwirkungsgrad um geschätzt acht bis zwölf Prozentpunkte (8–12 %), entsprechend kann der Brennstoffeinsatz steigen. Ein modernes Steinkohlekraftwerk hat einen Wirkungsgrad von ca. 45 %, durch die CO2-Abscheidung sinkt der Wirkungsgrad auf dann ca. 33–37 %, was einen um bis zu ca. 35 % höheren Kohleverbrauch für dieselbe Stromproduktion bedeutet. Keines dieser Abscheideverfahren hat bisher eine CO2-Abscheidequote von über 90 % im großtechnischen Maßstab gezeigt. Bisherige Anlagen scheiden entweder deutlich geringere Anteile an CO2 ab oder verharren in der Erprobungs- und Entwicklungsphase.
Aktuell werden mehrere Versuchsanlagen betrieben, in Deutschland an der TU Darmstadt.
Es erscheint energetisch sinnvoller, für chemische Synthesen das CO2 mit Kohle zu Kohlenmonoxid (Boudouard-Gleichgewicht) umzuwandeln.

### Abscheidung in IGCC-Kombikraftwerken
In Kombikraftwerken mit integrierter Kohlevergasung (Integrated Gasification Combined Cycle, IGCC) und CO2-Abtrennung (Carbon Dioxide Capture and Storage, CCS) reagiert die Kohle in einem ersten Schritt (Vergasen, partielle Oxidation) unterstöchiometrisch mit Wasser zu Wasserstoff und Kohlenstoffmonoxid.
Mit Hilfe geeigneter Katalysatoren können Kohlenstoffmonoxid und Wasserdampf zu Kohlenstoffdioxid und Wasserstoff reagieren (homogene Wassergasreaktion). Dadurch kann ein Gasgemisch gewonnen werden, das hauptsächlich aus Wasserstoff und Kohlenstoffdioxid besteht. Bedingt durch die Vergasung bei Drücken bis 60 bar, kann eine hohe CO2-Konzentration und damit ein hoher CO2-Partialdruck im Gasgemisch eingestellt werden. Unter diesen Bedingungen kann CO2 mit erprobten Verfahren aus dem Gasgemisch absorbiert werden (physikalische Absorption). Dieses Verfahren wird als Pre-Combustion-Capture bezeichnet, da das CO2 vor der Verbrennung entfernt wird. Der Wasserstoff (bis 90 Volumenprozent möglich) kann z. B. in Brennstoffzellen genutzt werden. Da IGCC-Kraftwerke bereits ohne CO2-Abscheidung mit technischen Problemen zu kämpfen haben, wird es bis zur technischen und ökonomischen Marktreife möglicherweise noch Jahrzehnte dauern. Berechnungen zufolge hat diese Variante der CO2-Abscheidung einen geringen Wirkungsgradverlust (weniger als 10 %). Eine Pilotanlage besteht seit 2011 im niederländischen Kraftwerk Buggenum.

### Abscheidung im Oxyfuel-Verfahren
Im Oxyfuel-Verfahren wird die Kohle in einer Atmosphäre aus reinem Sauerstoff und CO2 (rezirkulierendem Rauchgas) verbrannt. Das dabei entstehende Rauchgas ist nicht mit Luft-Stickstoff verdünnt und besteht im Wesentlichen aus CO2 und Wasserdampf. Der Wasserdampf kann mit wenig Aufwand kondensiert werden, so dass ein hochkonzentrierter CO2-Strom (Konzentration im Idealfall nahe 100 Prozent) übrigbleibt. Das CO2 kann dann verdichtet und zum Lager transportiert werden. Nach erfolgreichem Test in einer Versuchsanlage wurde im September 2008 eine Pilotanlage zur CO2-Sequestrierung mit einer thermischen Leistung von 30 MW im Industriepark Schwarze Pumpe in unmittelbarer Nähe zum Kraftwerk Schwarze Pumpe in Betrieb genommen.
Auch beim Oxyfuelverfahren sinkt der elektrische Gesamtwirkungsgrad gegenüber einer Anlage ohne CO2-Abscheidung um ca. 10 Prozentpunkte, was je nach Wirkungsgrad des zugrundeliegenden Prozesses einem 30–50 % höheren Kohlebedarf entspricht. Das bedeutet ein Absinken des thermodynamischen Wirkungsgrades um ca. 15 %. Zusätzlicher Hauptenergieverbraucher ist in diesem Fall die Luftzerlegungsanlage für die Produktion des reinen Sauerstoffs.

### „CCS-Ready“
Im Zusammenhang mit dem Neubau von Kohlekraftwerken werden zunehmend die Begriffe „CCS-Ready“ bzw. „Capture-Ready“ verwendet, die bezeichnen sollen, dass der Kraftwerksneubau für nachträgliche Installationen zur Abscheidung vorbereitet ist. Diese Begriffe sind derzeit nicht genau definiert oder gesetzlich geschützt. Der TÜV Nord hat einen eigenen Standard definiert und vergibt darauf basierend ein Zertifikat. Gesetzliche Auflagen bestehen nicht.
Da für den Aufbau der Abscheidung Flächen benötigt werden, die mehr als der Hälfte der ursprünglichen Kraftwerksfläche entsprechen, sollten bei einem Kraftwerksneubau oder einer Renovierung diese Flächen vorhanden und für die Nutzung freigegeben sein. Ein Kraftwerksneubau ohne diese Voraussetzungen kann normalerweise nicht geltend machen, „CCS-Ready“ zu sein.

### Direkte Entnahme aus der Umwelt
Weitere Programme erforschen Möglichkeiten, das Kohlenstoffdioxid mittels chemischer Absorber direkt aus der Luft zu filtern. Diese Technologie wird zumeist als DAC (Direct air capture) bezeichnet. Es existieren erste Prototypen, die das Verfahren experimentell erproben, nachteilig sind jedoch die hohen Kosten. Mit Stand Anfang 2018 betrug diese ca. 600 USD pro Tonne Kohlenstoffdioxid. Entwickler dieser Technik hoffen, die Kosten für die Kohlendioxidabscheidung aus der Luft langfristig auf ca. 100 $/Tonne senken zu können, Speicherung nicht eingerechnet. Climeworks ist ein Unternehmen, das dieses Verfahren anbietet.
Geforscht wird auch an der Entnahme von CO2 aus Meerwasser, wodurch das Meerwasser weiteres CO2 aus der Luft aufnehmen und so die atmosphärische Konzentration verringern könnte. Vorteil dieses Verfahrens sind die höhere Konzentration von CO2 in Meerwasser im Vergleich zur Luft und der potenziell niedrigere Energieaufwand zur Abscheidung. Ein wesentliches technisches Problem ist die Verschmutzung der verwendeten elektrochemischen Zellen durch die Ausfällung von Mineralien.

## Speicherung (Sequestrierung, Lagerung)

### Lagerung in Form von CO2
Die meisten Forscher auf dem Gebiet der CO2-Sequestrierung favorisieren (Stand 2000er Jahre) eine Lagerung in tiefen Sedimentschichten, deren Poren mit Salzwasser gefüllt sind. Ab ca. 800 m Tiefe treten Drücke auf, bei denen das eingebrachte CO2 so verdichtet ist, dass es im überkritischen Zustand bleibt. Damit ein erneutes Zutagetreten des Kohlenstoffdioxids praktisch ausgeschlossen ist, müssen diese Schichten durch eine undurchlässige Deckschicht abgedeckt sein. Trotz des dort herrschenden Drucks besitzt das CO2 mit unter 700 kg pro m³ eine geringere Dichte als das Salzwasser, wodurch es auf diesem schwimmen wird. Im oberen Bereich der Lagerstätte wird deshalb das Salzwasser aus den Poren verdrängt, wodurch Platz für das verpresste CO2 geschaffen wird. Wo das verdrängte Salzwasser bleibt, ist eine der kritischen Fragen der CCS-Technologie. Es wird vorwiegend zur Seite (lateral) verdrängt werden und kann dann an geologischen Störungszonen, auch in weiter Entfernung vom Injektionsort, aufsteigen und ins Grundwasser (Trinkwasser) oder an den Meeresboden gelangen. Die laterale Ausdehnung der Druckanomalie kann vielfach größer sein als die Verbreitung des CO2 in einem Aquifer. Werden zur Verpressung von CO2 und zur Verdrängung von Salzwasser Drücke verwandt, die deutlich über dem Formationsdruck und der Zugspannung des Gesteins liegen, so können induzierte Erdbeben auftreten, die im Einzelfall auch zu Erschütterungen führen können, die über der Fühlbarkeitsgrenze liegen.
Bei der Nutzung tiefer Aquifere steht die Sequestrierung im Wettbewerb mit anderen Nutzungen, beispielsweise der Nutzung dieser Aquifere zur nachhaltigen Stromerzeugung aus Geothermie. Fragen der Umweltschädlichkeit der Endlagerung großer Mengen von verunreinigtem CO2 aus dem Rauchgas in Aquiferen sind überhaupt nicht untersucht. Auch ist die Speicherfähigkeit von Aquiferen begrenzt. Die vermuteten etwa 20 Mrd. Tonnen Speicherkapazität auf deutschem Territorium entsprechen etwa den CO2-Emissionen des deutschen Kraftwerksparks während 30 bis 60 Jahren. Die Erfahrungen mit diesen Gesteinsschichten in den norwegischen Sleipner- und Snøhvit-Gasfeldern zeigen, dass die tatsächlich verfügbare Speicherfähigkeit deutlich niedriger anzusetzen wäre. Da die EU ein diskriminierungsfreies Zugangsrecht aller EU-Staaten an diesen Endlagerstätten vorschreibt, müsste auch CO2 aus anderen Mitgliedsländern in Deutschland endgelagert werden dürfen. Da in Deutschland die Deponierung von Abfällen grundsätzlich nicht gestattet ist, sind überdies auch rechtliche Fragen zu klären.
Während in einfachen Modellen vor wenigen Jahren davon ausgegangen wurde, dass sich das CO2 in salinaren Aquiferen entweder im Salzwasser lösen oder mineralisieren würde, zeigen aktuelle Untersuchungen, dass wahrscheinlich ein wesentlicher Anteil dauerhaft als überkritische Flüssigkeit bestehen bleiben wird.
Kohlenstoffdioxid kann in Form von Karbonaten gelagert werden, die auch offen und ohne Sicherheitsbedenken deponiert werden könnten. Als Ausgangsstoffe kommen hierfür in erster Linie Silikate der Erdalkalimetalle in Frage. Diese lassen sich mit gelöster Kohlensäure exotherm zu Karbonaten und Kieselsäuren umsetzen. Besonders erfolgversprechend sind nicht-polymerisierte oder niedrig-polymerisierte Silikate wie Olivine, Pyroxene und Pyroxenoide, so z. B. Forsterit, Monticellit, Wollastonit, Diopsid oder Enstatit, weniger dagegen Schicht-Silikate wie die Serpentine. Problematisch ist dennoch die langsame Reaktionsgeschwindigkeit. Zu deponierende Produkte wären Magnesium- oder Calcium-Carbonat und aus der Kieselsäure ausgefälltes Silicium-Dioxid. Forscher der New Yorker Columbia University unter Klaus Lackner konnten 2008 zeigen, dass an Peridotit, einem Gestein aus Olivin und Pyroxen, auch in situ eine erheblich schnellere Karbonatisierung ablaufen kann als bisher angenommen, eine technische Nutzung damit auch ohne vorherigen Abbau des Minerals und anschließende Deponierung der entstandenen Carbonate möglich wäre. Die Forscher halten mit der Niederbringung einer größeren Zahl von Bohrungen, hydraulischer Frakturierung des Gesteins und einer Anfangserwärmung die reaktive CO2-Sequestrierung in größerer Tiefe, wo ohnehin höhere Drücke und Temperaturen herrschen, im großtechnischen Maßstab für möglich. Ein internationales Wissenschaftlerteam berichtete 2016 in Science, dass die Mineralisierung in Basaltgestein sehr effizient ist. In dem Pilotprojekt CarbFix injizierten sie auf Island 220 Tonnen mit radioaktivem schwerem Kohlenstoff markiertes Kohlenstoffdioxid zusammen mit Wasser in Tiefen von 200 bis 400 Metern. Die Messungen ergaben, dass schon nach 1,5 Jahren etwa 95 % des injizierten Kohlenstoffs Bestandteil von Calcit und anderer Mineralien war.

### Einsatz von Kohlendioxid zum Fördern von Methan
Man kann Kohlenstoffdioxid auch in tiefe, nicht abbaubare Kohleflöze injizieren, was den Kollateralnutzen hätte, dass das CO2 an der Kohle sorbiert (durch schwache physikalische Wechselwirkungen fixiert) würde und das normalerweise in der Kohle enthaltene sogenannte Flözgas Methan, dadurch verdrängt, als relativ saubere Energiequelle gefördert und genutzt werden könnte. Modellrechnungen anhand von Demonstrationsanlagen ergaben, das mit dem sog. CarbFix-Verfahren abhängig von den jeweiligen Standortbedingungen vor Ort Speicherkosten von ca. 25 bis 50 Dollar/Tonne CO2 möglich wären, die damit niedriger lägen als bei herkömmlichen CCS-Verfahren.
Ebenfalls erforscht wird seit 2008 der Austausch von Methan-Hydraten in Sedimentschichten am Meeresboden gegen CO2. Der kommerzielle Abbau von Gashydrat-Lagerstätten zwecks Gewinnung des fossilen Energieträgers wurde bisher nur in einem westsibirischen Permafrostvorkommen realisiert. In Japan, den USA, Kanada, Südkorea, China, Indien und anderen Staaten werden jedoch umfangreiche Förderprogramme aufgelegt, die darauf abzielen, in ca. zehn Jahren mit dem großflächigen Abbau von submarinen Hydratlagerstätten zu beginnen. Das Forschungsprojekt SUGAR hat zum Ziel, das dem Meeresboden entnommene Methan gegen CO2 auszutauschen.

## Risiken
Im Untergrund verpresstes CO2 kann ausgasen und mit dem vorhandenen Grundwasser Kaltwassergeysire erzeugen. Dieses geschieht in Deutschland kontinuierlich, so in der Eifel in Andernach und in Wallenborn. Diese können lokal im Untergrund teils erhebliche Mengen giftiger Schwermetalle aus den Gesteinen lösen und diese so in das regionale Grundwasser eintragen. Neben der Verdrängung von Salzwasser aus den Verpressungshorizonten in Grundwasserleiter wäre daher zusätzlich mit einer Schwermetallbelastung im Trinkwasser zu rechnen.
Laut einer an der Stanford University durchgeführten Studie besteht bei der Verpressung von Kohlenstoffdioxid in den Boden wie beim Fracking mit Flüssigkeiten in fossilen Lagerstätten eine große Wahrscheinlichkeit von schwachen Erdbeben im Speichergebiet. Diese wären zwar zu schwach, um größere Schäden an der Oberfläche auszulösen, jedoch könnten die unterirdischen Speicher durch die dabei entstehenden Risse undicht werden und somit das gespeicherte Kohlenstoffdioxid wieder in die Atmosphäre entweichen. Aufgrund dieses Umstandes wird die im großen Maßstab umgesetzte Kohlenstoffdioxidspeicherung in der Studie als eine risikoreiche und wahrscheinlich erfolglose Strategie der Treibhausgasreduktion angesehen. Da für Abscheidung, Transport und Verpressung von CO2 erhebliche Mengen an zusätzlichem CO2 entstünden, könnte bei Leckraten von nur 1 % pro Jahr innerhalb von 100 Jahren der CO2-Gehalt der Luft durch CCS sogar signifikant steigen.
Im Sleipner-Gasfeld im norwegischen Teil der Nordsee werden seit 1996 ca. 1 Million Tonnen CO2 pro Jahr abgetrennt und in den Untergrund injiziert, im Snøhvit-Gasfeld in der norwegischen Barentssee seit 2008 jährlich gut 700.000 Tonnen, wobei die Verpressung von CO2 in die dortige Tubåen-Formation in Snøhvit mittlerweile aufgrund zunehmenden Druckanstiegs eingestellt wurde und das CO2 seit 2013 stattdessen in die Stø-Formation verpresst wird.
2011 wurden an der algerischen In Salah-Anlage, bei der zwischen 2004 und 2011 3,8 Millionen Tonnen CO2 in ein Reservoir in 1.800 Metern Tiefe eingeleitet worden waren, Hebungen der Oberfläche entdeckt, nachdem sich der Porendruck in den unteren 200 Metern der fast einen Kilometer mächtigen Deckschicht deutlich erhöht hatte.

## Rechtsfragen
Die Technikkette der CO2-Sequestrierung berührt eine Vielzahl von Rechtsgebieten vom Immissionsschutz- über das Katastrophenschutz- bis zum Berg- und Wasserrecht. Keines dieser Gesetze beschreibt jedoch die neue Tätigkeit der CO2-Sequestrierung hinreichend. Rechtssysteme, die keine Bergfreiheit von Bodenschätzen kennen, müssen darüber auch das Rechtsverhältnis zwischen CO2-Speicher und dem darüber liegenden Grundbesitz klären.
Bergrecht, in Deutschland das Berggesetz, ist allgemein nur anwendbar, wenn die CO2-Sequestrierung im Rahmen traditioneller Bergbauaktivitäten beispielsweise zur Förderung von Öl oder Gas eingesetzt wird.

### Internationales Seerecht
Das Verbot der Verbringung von Abfällen auf See (Verklappung) sowie das Exportverbot von Abfällen zur Verbringung ins Meer, die in der Londoner Konvention (1972) und dem OSPAR-Abkommen niedergelegt sind, betrifft auch die CO2-Speicherung im Meer oder unterhalb des Meeresbodens. Da das weltweit erste CO2-Speichervorhaben offshore bei der norwegischen Bohrinsel Sleipner realisiert wurde, bestand hier Regelungsbedarf. Die Vertragsstaaten haben Anpassungen des OSPAR-Abkommens 2007 beschlossen, bei der Londoner Konvention 2008. Demnach ist die Verbringung von CO2 in geologische Formationen unterhalb des Meeresbodens gestattet. Die bis dahin (und in manchen Ländern bis heute) diskutierte Verbringung von CO2 in die offene Wassersäule ist den jeweiligen Vertragsstaaten hingegen seither untersagt.

### EU-Recht
Auf EU-Ebene regelt die Richtlinie 2009/31/EG zur geologischen Speicherung von Kohlenstoffdioxid die Auswahl, Genehmigungsverfahren und Betrieb von CO2-Speichern. Diese Richtlinie ist seit dem 25. Juni 2009 in Kraft und regelt unter anderem die Vorgehensweise des Genehmigungsprozesses bei der Erkundung, Betrieb und Abschluss von CO2-Speichern und gibt materielle Standards an die Beschaffenheit der geologischen Formationen.
Weitergehende Anforderungen wie der verpflichtende Einsatz von CCS in neuen Kraftwerken und das Nachrüsten Bestehender waren in der Diskussion, sind jedoch nicht in die Richtlinie aufgenommen.
Die EU-Richtlinie gilt nicht unmittelbar in den Mitgliedsstaaten. Diese haben die Richtlinie in nationales Recht zu überführen. Hierzu hatten die Mitgliedsstaaten eine Frist von zwei Jahren, d. h. bis zum 25. Juni 2011. Nach Mitteilung der EU-Kommission haben 25 der 27 Mitgliedsstaaten diese Frist versäumt. Lediglich Spanien und Rumänien haben termingerecht Vollzug gemeldet. Die EU-Kommission prüfte gemäß der Europäischen Verträge Sanktionen gegen die säumigen Staaten.
Die Förderung von CCS durch die Europäische Union hat im Rahmen des NER300-Programms keinen Erfolg erzielt. Trotz knapp 4 Mrd. Euro Subventionen war keines der Projekte erfolgreich, wie der Europäische Rechnungshof kritisiert.

### CCS-Gesetz in Deutschland
In Deutschland ist der Einsatz von CCS seit dem 24. August 2012 durch das Gesetz zur Demonstration der dauerhaften Speicherung von Kohlendioxid (Kohlendioxid-Speicherungsgesetz – KSpG) gesetzlich geregelt. Deutschland hat damit auch die EU-Richtlinie 2009/31/EG in nationales Recht umgesetzt. Das Gesetz enthält eine Höchstspeichermenge für Deutschland von vier Millionen Tonnen CO2 pro Jahr insgesamt und 1,3 Millionen Tonnen pro Jahr pro Speicher sowie eine Länderklausel, die einzelnen Bundesländern die Option zum generellen Verbot der CO2-Speicherung auf ihrem Territorium ermöglichen soll.
Dem vorangegangen waren zwei Anläufe der Bundesregierung, ein Kohlendioxid-Speichergesetz zu verabschieden. Ein erster Anlauf der großen Koalition zur Verabschiedung eines CO2-Speichergesetzes scheiterte im Juni 2009 vor Ende der 16. Legislaturperiode. Dazu haben auch erhebliche Proteste in der Bevölkerung beigetragen. In Schleswig-Holstein fiel die Diskussion um den Gesetzentwurf in eine Zeit massiver Proteste gegen ein CO2-Speichervorhaben und den Wahlkampf für die Landtagswahl im September 2009.
Da sowohl die Bundestagswahl 2009 als auch die schleswig-holsteinische Landtagswahl schwarz-gelbe Mehrheiten ergaben, diese aber in Berlin und Kiel gegensätzliche Positionen zur CO2-Speicherung vertraten, dauerte die erneute Vorlage eines CO2-Speichergesetzes bis zum April 2011. Der neue Gesetzentwurf hatte Kritik an dem alten Entwurf aufgegriffen und durch zeitliche und Mengenbegrenzungen den Demonstrationscharakter stärker hervorgehoben. Weiterhin enthielt er auf Betreiben Schleswig-Holsteins und Niedersachsens eine Länderklausel, die den Bundesländern die Option zum generellen Verbot der CO2-Speicherung auf ihrem Territorium ermöglichen sollte. Dieser Gesetzentwurf scheiterte im September 2011 im Bundesrat. Die Bundesregierung rief daraufhin den Vermittlungsausschuss an. Nach monatelangen Verhandlungen wurde eine Einigung erzielt, auf deren Grundlage Bundestag und Bundesrat das Gesetz Ende Juni 2012 verabschiedeten. Es trat einen Tag nach der Veröffentlichung im Bundesgesetzblatt Jg 2012 Teil I Nr. 38 in Kraft.
Der CO2-Testspeicher Ketzin ist nach Bergrecht genehmigt. Auch weitere Untersuchungsgenehmigungen zur Erkundung von CO2-Speichern wurden vor Inkrafttreten des KSpG (mangels eines geeigneten Rechtsrahmens) nach Bergrecht („Aufsuchung von Sole“) beantragt und könnten in Erkundungsgenehmigungen nach dem KSpG übergeleitet werden. Allerdings gab es zum Zeitpunkt des Inkrafttretens des KSpG keine offenen Antragsverfahren.
In einem 2012 veröffentlichten Positionspapier kritisiert der Energieversorger EnBW die CCS-Technologie. Zur Zeit gebe es in der Bevölkerung keine Akzeptanz für die unterirdische Speicherung von CO2 und außerdem „ist die CCS-Technologie mit erheblichen Kosten verbunden, die perspektivisch die Förderkosten der Erneuerbaren inklusive Photovoltaik deutlich übertrifft“. Darüber hinaus bekannte sich EnBW zur Energiewende und sah die systematischen und ökonomischen Vorteile der Erneuerbaren, die es jetzt auszubauen gelte.

### Andere Länder
In der EU wollen weitere Länder, z. B. die Niederlande und Großbritannien, die EU-Richtlinie zeitnah umsetzen und diskutieren eine entsprechende Gesetzgebung. In Österreich wurde die CO2-Endlagerung verboten. Lediglich Forschungsvorhaben bis zu 100.000 t CO2 wurden gestattet.
In Australien regelt ein neues Gesetz die CO2-Speicherung offshore in den Territorialgewässern. Für die Speicherung auf Land gibt es in einigen Bundesstaaten Regelungen. Die CCS-Anlage innerhalb des Gorgon-Gasprojekts im Nordwesten Australiens gilt als die weltweit größte.
Ähnlich ist auch in den Vereinigten Staaten und in Kanada die CO2-Speicherung in einzelnen Bundesstaaten geregelt. Eine landesweite gesetzliche Regelung befindet sich in den USA in der öffentlichen Anhörung.

## Bewertung

### Nutzbarkeit der Technik
Der Wirkungsgradverlust am Kraftwerk führt bei heutigem Stand der Technik zu einem Effizienzverlust von Kraftwerken um ca. 10 Prozentpunkte. Dies entspricht einem um ca. 30 % erhöhten Ressourceneinsatz. Hieraus resultieren neben hohen Kosten ein schnellerer Verbrauch teils ohnehin knapper Ressourcen und zusätzliche Umweltbelastungen durch Landschaftszerstörung (im Fall z. B. von Braunkohletagebau), den Transport, die Zunahme an Abwärme und die Emission anderer Schadstoffe (Feinstaub, Schwermetalle). Weitere Umweltfolgen entstehen durch erhöhten Anfall von Abwasser und Abfall als Folge des Abscheidungsprozesses. Diese lassen sich allein mit dem Kenntnisstand der klassischen Thermodynamik nicht quantifizieren.
In jedem Fall würde die Technik Strom aus Kohlekraftwerken deutlich verteuern.
Bei Pipelinelängen von mehr als 500 km dürften die Verluste umso höher ausfallen. Für Europa ist ein CO2-Pipeline-Netz von 22.000–37.000 km Länge geplant. Legt man die Erfahrungen aus den USA zu Grunde, wäre bei einem 25.000 km langen Pipeline-Netz jedes Jahr mit sechs Leckagen zu rechnen. Nicht eingerechnet ist der langfristige Energieeinsatz, da in den Lagerstätten über Tausende von Jahren ein Monitoring stattfinden sollte. Insofern stellt sich die Frage, ob die Energiebilanz von CCS-Kraftwerken überhaupt positiv ausfällt.
Die Technik ermöglicht keine CO2-freie, sondern nur eine CO2-„arme“ Stromproduktion. Nur etwa 70 % der CO2-Emissionen werden tatsächlich vermieden.

### Lagerung des Kohlenstoffdioxids
Diskutiert wird (Stand etwa 2009) die Lagerung von Kohlenstoffdioxid vor allem in tiefen salinaren Aquiferen (salzwasserführende unterirdische Schichten) und ausgedienten Erdöl- und Erdgaslagerstätten. Nach Angaben der Bundesanstalt für Geowissenschaften und Rohstoffe liegen die Kapazitäten dieser bei etwa 20 Mrd. Tonnen (salinare Aquifere, aufsummiert) bzw. 2,75 Mrd. Tonnen (ausgediente Erdöl- und Erdgaslagerstätten, aufsummiert). Diese Kapazitäten würden genügen, um die Emissionen aller deutschen Kraftwerke für etwa 30–60 Jahre zu lagern. Es handelt sich also nicht um eine langfristige Lösung, nach etwa einer Kraftwerksgeneration wäre die Lagerfähigkeit deutscher unterirdischer Speicher erschöpft. Dies könnte den kurz- bis mittelfristigen Zielen entsprechen, auf die die Technologie ausgelegt ist.
Bei manchen Arten der Lagerung, insbesondere bei der Einleitung ins Meer, könnte das gelagerte CO2 im Laufe von einigen 100 bis 1000 Jahren wieder in die Atmosphäre gelangen, so dass nur eine Verzögerung der Emission erreicht oder es sogar zu einer Erhöhung der CO2-Emission kommen würde (aufgrund des erhöhten Brennstoffeinsatzes wird mehr CO2 produziert als ohne Abscheidung). Auch bei einigen unterirdischen Lagern, die prinzipiell wesentlich zuverlässiger sind, ist die Dichtigkeit des Endlagers schwer einzuschätzen. Das Beobachten von CO2-Lagern ist daher wichtiger Gegenstand der Entwicklung. Die Gefahr des allmählichen Ausgasens, das den klimapolitischen Effekt der CO2-Sequestrierung womöglich unbemerkt zunichtemachen würde, erschwert auch die Suche nach geeigneten Lagerstätten, denn der endgültige Verbleib des Gases muss natürlich gesichert sein (je nach Ansicht für mindestens 200 oder 10.000 Jahre). Die deutsche Bundesregierung nannte 2007 aus klimapolitischer Sicht eine maximale Leckage-Rate von 0,01 % pro Jahr akzeptabel, bei der nach 1000 Jahren noch ca. 90 % des CO2 im Endlager verbleibt.
Beim Einlagern sehr großer Mengen CO2 wird das Salzwasser aus den Aquiferen verdrängt. Da dieses nicht „nach unten“ ausweichen kann, wird es zur Seite fließen und letztlich an Schwächezonen des Gebirges (Störungszonen) aufsteigen, so dass es dann zu einer Durchmischung mit dem Grundwasser kommen kann. Sichere Lagerungslokalitäten haben die Anforderung, hinreichend weit von Störungszonen, die eine derart hohe Durchlässigkeit bis zur Erdoberfläche aufweisen, entfernt zu sein. Da es nach Angaben des BGR alleine in Niedersachsen über 16.000 Tiefenbohrungen, Risse und Frakturen bis in die geplanten Speicherhorizonte gibt, reduziert sich dadurch die Zahl möglicher CO2-Endlager noch einmal deutlich.
Weit gefährlicher als das allmähliche Ausgasen des gelagerten Kohlenstoffdioxids wäre ein plötzliches Zutagetreten. Dadurch würden hohe CO2-Konzentrationen erreicht werden, die erstickend wirken (siehe hierzu Nyos-Unglück). Aufgrund von Beobachtungen bei der Erdgasförderung kann das Auftreten von Erdbeben im Bereich der Lagerstätte und damit evtl. ein solches Zutagetreten durch Risse oder an defekten Bohrlöchern nicht grundsätzlich ausgeschlossen werden.
Die Einleitung großer Mengen CO2 ins Meer kann massive ökologische Folgen haben, etwa durch Senkung des pH-Wertes oder die Bildung von „CO2-Seen“ auf dem Meeresgrund, die das dortige Leben abtöten (siehe dazu auch Kohlenstoffzyklus, hier vor allem Versauerung der Meere).
Die Verfahren zur CO2-Sequestrierung verursachen zusätzliche Kosten bei der Stromerzeugung. Die wirtschaftliche Machbarkeit hängt daher wesentlich von den im CO2-Handel politisch festgelegten Preisen der Emissionsrechte ab. Ziel des europäischen Emissionsrechtehandels ist die Förderung CO2-mindernder Technologien. Zu diesen zählt die CO2-Sequestrierung.
Inzwischen – 2014 – sind die Herstellungskosten für Strom aus Wind und Sonne (Photovoltaik) stark gesunken; zahlreiche fossile Kraftwerke in Deutschland können im Betrieb nicht einmal die Kosten für Brennstoff und CO2-Rechte erwirtschaften.
Die CCS-Technologie – sie impliziert eine deutliche Verteuerung der Stromproduktion aus fossilen Energien – erscheint damit obsolet.

### Alternativen
Kritiker der CO2-Sequestrierung wenden ein, dass alternative Stromerzeugung und ein Ausstieg aus der Kohleverstromung mit weniger Problemen behaftet, weiter entwickelt und (schon jetzt oder zumindest auf Sicht) billiger seien. Insbesondere werden hier genannt:
- Maßnahmen zur Energieeinsparung und Verbesserung der Energieeffizienz
- Ausbau der erneuerbaren Energien
- verstärkte Nutzung von Kernenergie
- biologische Sequestrierung
- Recycling durch Methanisierung

Es gibt Ansätze, sequestriertes CO2 nutzbar zu machen, statt es zu speichern (→ Carbon Capture and Utilization). Im Jahr 2020 startete das „Verbundvorhaben NECOC“. In diesem gelang es Forschern, in Einzelschritten CO2 durch Einsatz von Energie und Wasserstoff zu nutzbarem Industrieruß umzuformen. Fragen der Systemintegration und Skalierung des Verfahrens sind noch offen.

#### Biologische Sequestrierung
Es gibt die Möglichkeit, das CO2 als Biomasse zu binden und als daraus gewonnenen Kohlenstoff zu speichern, also z. B. als pyrogenen Kohlenstoff in Form von Biokoks oder Schwarzerde (siehe auch Terra preta: schwarze Erde in Amazonien, oder: Hydrothermale Karbonisierung). Auf diese Aggregatform sind die meisten der oben genannten Kritikpunkte dann nicht mehr zutreffend. Dieser Umweg zeigt allerdings, dass es am effektivsten wäre, die fossilen Kohlenstoffablagerungen gleich unberührt liegen zu lassen, anstatt sie nachträglich wiederherzustellen.
Eine weitere mögliche Sequestrierung bietet Aufforstung, die laut der Gesellschaft Deutscher Chemiker (Mai 2004) sinnvoller und wesentlich preiswerter zu realisieren sei als die Abtrennung von CO2 aus Abgasen. Allerdings wird nur dann CO2 dauerhaft gebunden, wenn das erzeugte Holz nicht verbrannt wird oder verrottet, sondern zu Häusern oder Möbeln verbaut wird. Holz stellt eine lagerfähig gebundene Form des Kohlenstoffs dar, aus der auch eine verdichtete und vor Verrottung geschützte Speicherungsform hergestellt werden könnte. Wirksam wäre auch die Wiedervernässung von Mooren, da hier durch den Aufwuchs des Torfmooses im zusätzlich entstehenden Torf Kohlenstoff gebunden werden kann. Durch die Wiedervernässung kommt es zum Luftabschluss, was den Abbau der organischen Substanz und damit die erneute Freisetzung des CO2 verhindert. Oftmals kommen derartige Maßnahmen auch anderen Zielen des Umweltschutzes zugute.

### Kosten
Die Kosten der CO2-Sequestrierung setzen sich zusammen aus:
- Kosten für Forschung und Entwicklung
- Grundstückskosten bei Anlagen auf dem Land
- Kapitalkosten für die Abscheideanlagen
- Betriebskosten der Abscheideanlagen, inklusive der Kosten für den zusätzlichen Brennstoffeinsatz aufgrund des reduzierten Wirkungsgrads der Kraftwerke
- Kosten für den Transport zu den Lagerstätten
- Kosten für die Lagerung inklusive der Überwachung
- Kosten für den Katastrophenschutz und die Abwehr von Schadensfällen.

Das Global CCS Institute schätzte im Jahr 2011, dass die Kosten für Kohlekraftwerke bei 23 bis 92 US-Dollar pro Tonne vermiedenes CO2 liegen und durch künftige Forschungs- und Entwicklungsarbeit weiter sinken könnten. Bei Preisen für CO2-Zertifikate in der EU von Stand November 2022 mehr als 70 USD, könnte die CCS-Technologie somit die Wirtschaftlichkeit erreichen. Vorausgesetzt wird hierbei allerdings, dass andere Alternativen (z. B. erneuerbare Energieträger) nicht in ausreichendem Maße oder nur zu höheren Kosten zur Verfügung stehen.

### Kritik des Umweltrates
Der Gesetzentwurf zu CCS traf im Mai 2009 auf deutliche Kritik beim Sachverständigenrat für Umweltfragen. Empfohlen wird stattdessen ein Forschungsgesetz für eine begrenzte Zahl von Demonstrationsprojekten. Das Papier warnt eindringlich vor Risiken und versteckten Kosten und nennt folgende Punkte:
- technische Risiken sind unerforscht. Das Gesetz würde CCS aber gleich in großem Maßstab ermöglichen. Die Einlagerung ist irreversibel.
- Bis heute gibt es keinen säurefesten Beton, um die Bohrlöcher verschließen zu können. Es droht ein weiteres nicht kontrollierbares Endlagerproblem.
- Ewigkeitskosten über mehrere 1000 Jahre aus Steuergeldern, da die Energiekonzerne 40 Jahre nach Stilllegung die Lagerstätten an den Bund übergeben. Dieser trägt dann das Haftungsrisiko und die Monitoringkosten.
- Nutzungskonflikte mit Geothermie und Druckluftspeichern für die Windkraft. CCS hätte durch das Gesetz faktisch Vorrang.
- Gesetzentwurf ist übereilt, da bis 2020 durch CCS kein nennenswerter Beitrag zu erwarten sei.
- Indirekte Förderung der Kohlekraft durch kostenlosen Zugang zu begrenzten Ressourcen an Speicherkapazität
- Hohe direkte Subventionen für CCS für Energiekonzerne zu Lasten erneuerbarer Energien
- fehlende Raumordnung / Einflussnahme vor Ort
- wichtige Einzelheiten nicht geregelt
- Akzeptanzprobleme unterschätzt

Zudem äußert der Umweltrat Kritik an CCS in Verbindung mit Kohlekraft:
- Abspaltung, Transport und Einlagerung verschlechtern den Wirkungsgrad der Kraftwerke
- Technik würde erst nach immensen Investitionen zur Verfügung stehen

Kohlekraftwerke gelten als nicht geeignet, um die wachsenden Mengen aus Wind- und Solarenergie flexibel zu ergänzen. Sie sind als Grundlastkraftwerke z. B. nicht in der Lage, schnell hoch- oder runterzufahren. Gas- oder Wasserkraftwerke können dagegen schneller reagieren und eignen sich entsprechend besser zur Ergänzung. Die Diskussion mündet in der Frage, ob auf neue Kohlekraftwerke bei vollständiger Versorgungssicherheit verzichtet werden kann. Der Umweltrat positioniert sich hier eindeutig: „Die Systementscheidung sollte zugunsten der erneuerbaren Energien erfolgen.“

#### Stellungnahme zu CCS
Der Umweltrat lehnt CCS nicht grundsätzlich ab. Statt die Lagerstätten jedoch für Kohlekraftwerke aufzubrauchen, sollte stattdessen zu einem späteren Zeitpunkt der Atmosphäre CO2 durch Biomasse aktiv entzogen werden. Dies könnte in der zweiten Hälfte des 21. Jahrhunderts nötig werden, um den Klimawandel in Grenzen zu halten.
Das Gesetz gibt Unternehmen nach erfolgter Untersuchung ein Recht, die Ressource Untergrund dauerhaft zu nutzen. Private Eigentumsrechte oder Planungshoheiten von Gemeinden, Kreisen und Bundesländern spielen dann keine Rolle mehr. Die Behörden wären gezwungen, zu genehmigen: Zum Zuge komme derjenige, „der zuerst einen Antrag stellt“. Somit wird CCS nach Ansicht des Umweltrates deutlich gegenüber zukünftigen alternativen Energien wie Geothermie und Druckluftspeichern bevorteilt, da diese dann nicht mehr in Frage kämen.

#### Subventionierung
- Die Stellungnahme beziffert die Forschungsgelder der aktuellen Programme in der EU auf 745 Millionen Euro.
- Im Konjunkturprogramm der EU vom März 2009 sind demnach weitere 1,05 Milliarden Euro vorgesehen.
- Hinzu kämen geschätzte 9 Milliarden Euro durch Emissionszertifikate, die bis 2015 speziell für CCS reserviert wurden.
- Staatliche Umweltschutzbeihilfen könnten ebenfalls in CCS-Projekte fließen.
- Die Europäische Investitionsbank soll 1 Mrd. Euro an Darlehen u. a. zur CCS-Förderung bereitstellen.

Fazit aus der Stellungnahme: „Die den Unternehmen entstehenden Mehrkosten (…) könnten – in Abhängigkeit für den Preis der Emissionszertifikate – weitgehend bis vollständig durch die geplante Förderung auf EU-Ebene gedeckt werden“. Es müsse geprüft werden „wie sich die Subventionierung von CCS auf die Wettbewerbsfähigkeit anderer Klimaschutztechnologien auswirkt“.

### Kritik von Umweltschützern
Neben dem Sachverständigenrat für Umweltfragen wurde CCS auch von Umweltschutzorganisationen immer wieder kritisiert. So äußerte zum Beispiel der WWF Deutschland in einer 2009 veröffentlichten Stellungnahme Zweifel, ob entsprechende Technologien weltweit schnell genug zur Verfügung stehen würden, um einen signifikanten Beitrag zur Reduzierung der CO2-Emissionen zu leisten. Greenpeace bezeichnete CCS gar als „Mogelpackung“.
Laut Andreas Malm würden Maßnahmen zur nachträglichen Entziehung von CO2 aus der Atmosphäre solange keinen lindernden Effekt auf die globale Erwärmung zeigen, wie wirtschaftliche Anreize zur Weiterverwendung – und damit Wiedereinbringung – des gewonnenen Rohstoffs bestünden. Die sinnstiftende Anwendung von Technologien wie Direct Air Capture (DAC) müsse durch öffentliche Betriebe erfolgen, um CO2 dauerhaft binden zu können. Hierzu benötige es der Anerkennung der Atmosphäre als globales öffentliches Gut.

## Umsetzung
Ende 2015 waren laut IEA weltweit 13 CCS-Projekte von größerem Ausmaß in Betrieb, die insgesamt 26 Millionen Tonnen CO2 pro Jahr abschieden. Dies entsprach weniger als einem Tausendstel der globalen Emissionen. Im Gewerbegebiet von Tomakomai, Japan wurden vom April 2016 bis Februar 2020 über 300.000 Tonnen Kohlendioxid abgeschieden und im Meeresboden gespeichert. Im März 2023 begann Dänemark bei einem früheren Ölfeld in der Nordsee mit der Speicherung von CO2 aus Belgien. In der Pilotphase will Greensand, ein Konsortium um die BASF-Tochter Wintershall Dea und den britischen Chemiekonzern Ineos, bis April 2023 15.000 Tonnen verflüssigtes CO2 einspeichern. Bis 2030 sollen in der dänischen Nordsee bis zu 13 Millionen Tonnen Kohlendioxid eingelagert werden. Auch die Shetlandinseln sollen dereinst zur Einlagerung genutzt werden, jedoch werde dort zuvor noch einmal kräftig Öl und Gas gefördert.

### Forschungsprogramme

#### EU und Deutschland

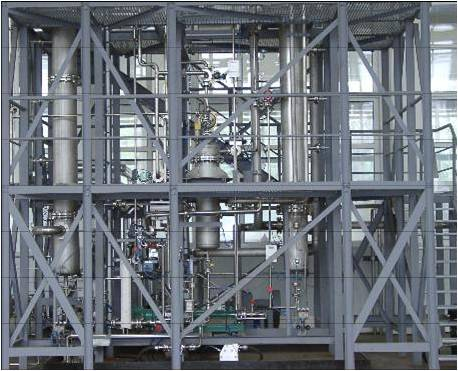
CO_{2}-Abscheider im Labormaßstab (im Institut für Energie- und Umwelttechnik), Duisburg

In vielen Industrieländern der Erde wird die CO2-Sequestrierung erforscht. Die Europäische Union hat ihren bisherigen Forschungsetat für diesen Bereich von 30 auf 200 Millionen Euro aufgestockt. Im Rahmen des European Energy Programme for Recovery wurden 2009 Förderzusagen über 1 Milliarde Euro für CCS-Projekte gegeben. Auch in den USA existiert bereits seit 1997 ein derartiges Forschungsprogramm.
In der Bundesrepublik Deutschland wird in Forschungsprojekten im Rahmen der Programme Geotechnologien und Cooretec untersucht, wie der notwendige Kraftwerksneubau in Deutschland von 40 GW (etwa 1/3 der Engpassleistung aller deutschen Kraftwerke) so gestaltet werden sollte, dass die notwendige Reduzierung der CO2-Emissionen erreicht werden kann. So müssen insbesondere die Wirkungsgrade der Kraftwerke maximiert werden, weil so der CO2-Anfall an der Quelle minimiert wird. Weiterhin erprobt man die Realisierung von Kraftwerkstechnologien mit CO2-Abtrennung (Prognose: Ersteinsatz bis 2030) sowie Möglichkeiten, das Gas aus den Rauchgasen konventioneller Kraftwerke abzuscheiden. Zuletzt wird nach Möglichkeiten gesucht, das abgetrennte CO2 dauerhaft und sicher zu lagern.
Im September 2009 hat das Bundesministerium für Bildung und Forschung (BMBF) die Finanzierung eines Projekts zur Untersuchung von Speicherstandorten gestoppt.
Auf EU-Ebene wurde die Technologieplattform für CO2-freie Kraftwerke (TP ZEFFPP) eingerichtet, die in internationaler Kooperation von Experten aus Nichtregierungsorganisationen, Wissenschaft und Industrie den Stand der Forschung untersucht und den Handlungsbedarf ermittelt, um die Vision CO2-freier Kraftwerke umzusetzen. Dieses Gremium erarbeitet auch Vorschläge für die Ausrichtung des 7. Forschungsrahmenprogramms der EU. Hierzu ist allerdings anzumerken, dass der Begriff CO2-freie Kraftwerke irreführend ist, es geht allenfalls um eine Reduzierung der CO2-Abgabe in die Atmosphäre. Dies gilt insbesondere, wenn nicht nur das Kraftwerk, sondern die Stromerzeugung aus Kohle insgesamt betrachtet wird.

##### Pilotanlagen für die Abscheidung
Derzeit wird in verschiedenen Anlagen die CO2-Abscheidung in Kraftwerken im Pilotmaßstab ohne wirtschaftliche Erfolgsaussichten erprobt:
- im Kraftwerk Staudinger durch Siemens Energy und E.ON[68]
- im Kraftwerk Niederaußem durch RWE, Linde und BASF
- Im Kraftwerk Heilbronn durch EnBW Praxistests zum Aminwäscheverfahren.[69]

Im Kraftwerk Schwarze Pumpe wurde die CCS-Technologie durch Alstom und Vattenfall Europe getestet, am 9. April 2014 wurde bekannt, dass Vattenfall die Anlage auf Grund der politischen Rahmenbedingungen komplett stilllegt und demontiert.
Im September 2021 ging die bis dahin größte Direct-Air-Capture-Anlage „Orca“ in Island in Betrieb. Der Betreiber Climeworks gibt an, mit der Anlage im Jahr ca. 4.000 Tonnen CO2 abscheiden bzw. in Wasser zu lösen und in Basaltgestein einbringen zu können.

##### Projekte und politische Auseinandersetzungen in Deutschland
Die möglichen Lagerungskapazitäten für CO2 werden für die Bundesrepublik Deutschland mit etwa 12 Milliarden Tonnen (= Gigatonnen) CO2 plus/minus 3 Milliarden Tonnen angenommen. Diese Zahlen beruhen weitgehend auf Schätzungen und haben sich in der Vergangenheit deutlich verändert, meist nach unten. Umfangreiche Untersuchungen dazu finden sich bei der Bundesanstalt für Geowissenschaften und Rohstoffe (BGR).

###### Schleswig-Holstein
Der Stromversorger RWE hatte zwischen 2006 und 2010 Planungen verfolgt, eine CO2-Abscheidung an einem neuen Braunkohlekraftwerk auf dem Standort des Goldenbergwerks in Hürth zu installieren sowie dieses CO2 über eine 530 km lange Pipeline ins nördliche Schleswig-Holstein zu pumpen und dort zu verpressen. Ursprünglich sollte die Anlage 2015 in Betrieb gehen.
Schleswig-Holsteins Umweltminister Christian von Boetticher, Wirtschaftsminister Dietrich Austermann (beide CDU) und RWE Dea hatten das „gemeinsame Projekt“ zunächst mit einem „Startschuss“ angekündigt. Zunächst war grob von Nordfriesland und Ostholstein als Speicherregion die Rede. Im Mai 2009 hatte das Landeswirtschaftsministerium Bodenuntersuchungen in beiden Regionen genehmigt. RWE Dea startete zunächst in Südtondern/Schafflund in einer etwa 20 mal 15 km Region in den Ämtern Südtondern, Mittleres Nordfriesland und Schafflund.
Ende Mai und Anfang Juni 2009 stellte RWE Dea das Projekt dann erstmals den Bürgermeistern der betroffenen Gemeinden im Detail vor. Geplant waren mehrere 1000 unterirdische Sprengungen für seismische Tests zur Eignung der geologischen Formationen. Vor Ort treffen die Pläne auf starken Widerstand. Die Bürgerinitiative gegen das CO2-Endlager e. V. in Schleswig-Holstein hatte nach eigenen Angaben von Mai bis November 2009 mehr als 80.000 Unterschriften für eine Petition gesammelt, regelmäßige Demonstrationen, Aufkleber und Plakate erstellt und Menschenketten organisiert. Ämter und Gemeinden organisierten im Sommer 2009 zahlreiche gut besuchte Infoveranstaltungen, auf denen RWE-DEA das Projekt vorstellten und verschiedene Redner aus Forschung, Behörden und Umweltverbänden kontrovers diskutierten.
Landes-SPD, SSW, Grüne und Die Linke hatten sich in Schleswig-Holstein schon früh gegen das Projekt ausgesprochen. Im Juni und Juli 2009 folgten zahlreiche einstimmig verabschiedete Resolutionen von Kreistagen, Gemeinden und Verbänden. Der parteiübergreifende Protest vor Ort führte dazu, dass auch die Schleswig-Holsteinische CDU umschwenkte und das Projekt nicht weiter vorantreiben wollte. Auch die FDP lenkte ein. Somit beschloss der Schleswig-Holsteinische Landtag am 17. Juni 2009 einstimmig, das Speichervorhaben abzulehnen und das CCS-Gesetz im Bundesrat abzulehnen. Nach der Landtagswahl 2009 bekräftigte die Landesregierung ihre ablehnende Haltung. RWE nahm daraufhin von seinen Plänen Abstand und legte das gesamte CCS-Projekt auf Eis.

###### Brandenburg

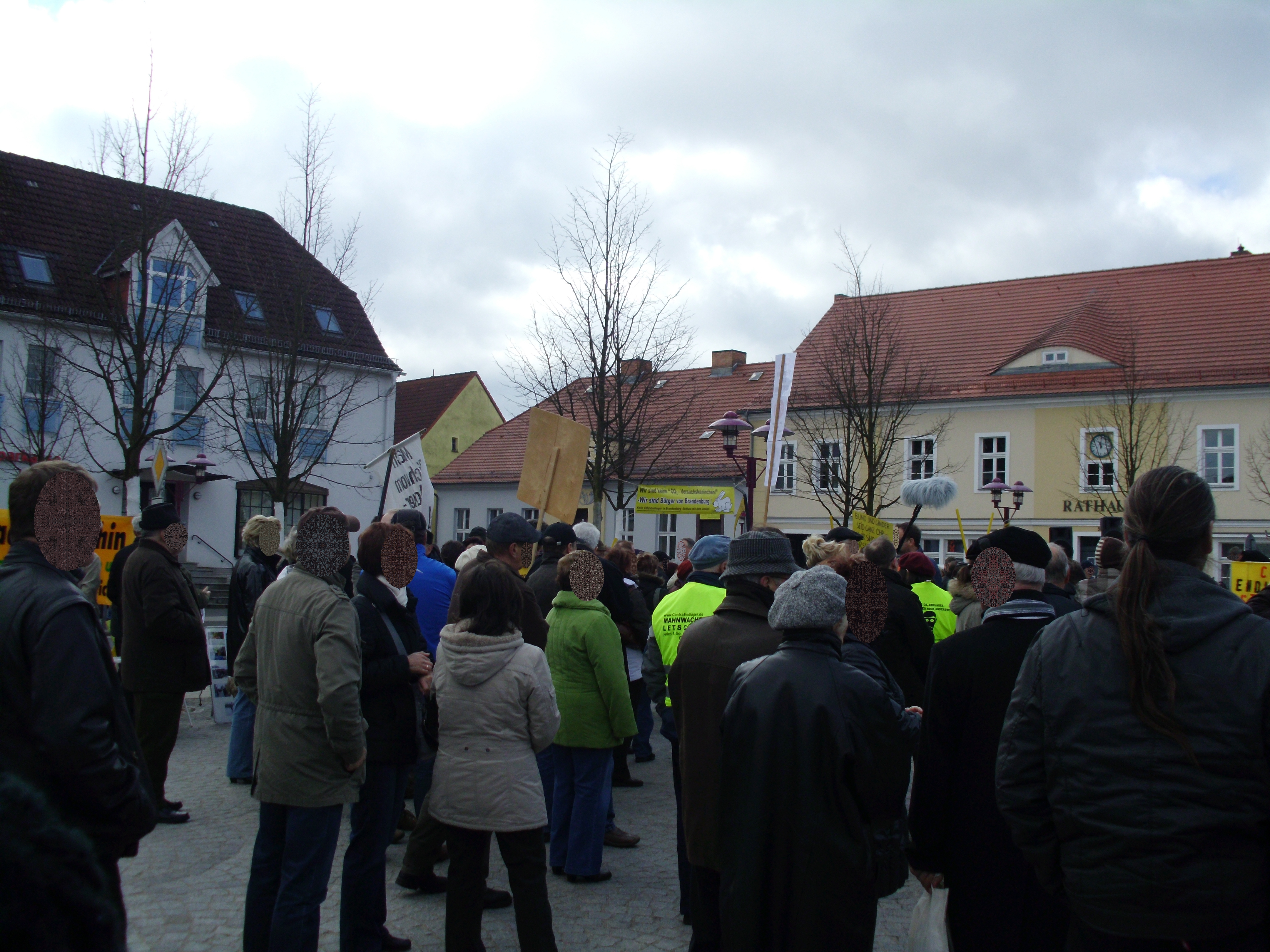
Bürgerprotest Anfang 2011

In Brandenburg wollte der Energiekonzern Vattenfall CO2 an einem neuen Block des Braunkohlekraftwerk in Jänschwalde abspalten, über Pipelines transportieren und bei Beeskow (Landkreis Oder-Spree) oder Neutrebbin (Landkreis Märkisch-Oderland) im Untergrund verpressen. Für dieses Projekt waren Fördergelder der EU in Höhe von 180 Millionen Euro vorgesehen gewesen. Die Resonanz auf das Projekt war im Land gespalten. Während die Landesregierung, Handels- und Handwerkskammer sowie Teile der Gewerkschaften wie beispielsweise die IGBCE das Projekt befürworteten, gab es vor allem in den avisierten Speicherregionen Ablehnung. Gegen das Projekt hatten die Bürgerinitiativen CO2ntraEndlager und CO2-Endlager-stoppen e. V. mehr als 10.000 Unterschriften gesammelt. Politische Unterstützung erhalten die Brandenburger Bürgerinitiativen durch den CDU-Bundestagsabgeordneten Hans-Georg von der Marwitz aus Märkisch-Oderland, der in CCS einen wirtschafts- und umweltpolitischen Irrweg sieht. Ebenso hat sich die Evangelische Kirche Berlin-Brandenburg-schlesische Oberlausitz (EKBO) in einem Beschluss der Synode am 30. Oktober 2010 aufgrund ungeklärter Risiken gegen die Erprobung von CCS in Brandenburg ausgesprochen. Die Linke ist in der CCS-Frage gespalten: Während Einzelstimmen CCS ablehnen, steht die Brandenburger Landespartei und insbesondere Wirtschaftsminister Christoffers zur Koalitionsvereinbarung mit der SPD, in der sie CCS unterstützt, obwohl Die Linke zuvor im Wahlkampf 2009 mit dem Slogan „Konsequent gegen CO2-Endlager“ geworben hatte.
Nachdem das Landesamt für Bergbau, Geologie und Rohstoffe Brandenburg (LBGR) die Aufsuchungserlaubnis für die Erkundungsregion Birkholz-Beeskow und Neutrebbin 2009 erteilt hatte, war Vattenfall aufgefordert gewesen, Betriebspläne für die Erkundung (Seismik, Bohrung) aufzustellen und genehmigen zu lassen. Hierzu kam es nicht mehr. Im Dezember 2011 stellte Vattenfall das Projekt unter Hinweis auf das verzögerte Gesetzgebungsverfahren zum Kohlendioxidspeichergesetz (KSpG) ein.

###### Niedersachsen
Pressemeldungen zufolge hatte im Juni 2009 die E.ON Gas Storage GmbH (EGS) Anträge zur Aufsuchung von Sole in den Landkreisen Wesermarsch und Cuxhaven und weiteren Landkreisen im Zusammenhang mit Kraftwerksplanungen in Wilhelmshaven eingereicht. E.ON hat das Projekt nach 2010 nicht weiterverfolgt.
Der dänische Konzern Dong Energy dachte 2009 darüber nach, für ein neues Kohlekraftwerk in Emden CCS einzusetzen. Eine Lagerstätte wurde noch nicht benannt.

###### Sachsen-Anhalt
Im Bereich Maxdorf, Altmarkkreis Salzwedel, plante die Firma GDF Suez zusammen mit Vattenfall in dem fast leergeförderten Erdgasteilfeld Altensalzwedel die Speicherung von Kohlenstoffdioxid in Verbindung mit der Förderung des restlichen Erdgases in Höhe von rund 2 Mrd. m³ zu erproben. Der Betrieb der Anlage wurde 2012 beendet.

#### Schweiz
In der Schweiz wurde 2019 ein Endlager im Felslabor Mont Terri geprüft. Im Sommer 2024 wurde bekannt, dass ein 1300 Meter tiefes Bohrloch der Nationalen Genossenschaft für die Lagerung radioaktiver Abfälle in Trüllikon im Kanton Zürich für Versuche verwendet wird.

#### Norwegen
In Brevik, Porsgrunn, Norwegen steht ein Zementwerk der Heidelberg Materials Sement Norge AS. Im Rahmen des Forschungsprojekts Cicero wurde eine CCS-Anlage errichtet (Inbetriebnahme Juni 2025), die das beim Brennen von Kalk (CaCO3 -> CaO + CO2) entstehende CO2 kühlt und durch Komprimieren verflüssigt. Es soll flüssig verschifft und etwa 100 km westlich von Norwegen in 2500 m Meerestiefe in den Meeresboden verpresst werden. Betreiber ist die Projektgesellschaft Brevik CCS. Nach Herstellerangaben des Konsortiums SLB Capturi soll die Abscheidungsanlage eine Kapazität von bis zu 400.000 metrische Tonnen haben.

#### Dänemark
Die im Bau befindliche Abscheidungsanlage Ørsted Kalundborg CO2 Hub wird ab 2026 im Kraftwerk Asnæs und im Kraftwerk Avendøre bei Kopenhagen bis zu 430.000 Tonnen CO2 pro Jahr abscheiden. Die Lagerung des abgeschiedenen Kohlenstoffdioxids ist in Norwegen geplant. Die dänische Regierung vergab 2024 die Erkundungsrechte nach einer Lagerstätte in Dänemark an das Unternehmen Equinor.

### Fahrplan der Internationalen Energieagentur
2016 berichtete die NZZ, der Fahrplan der Internationalen Energieagentur (IEA) von 2009 sei längst Makulatur. Dieser hatte verlangt, von 2010 bis 2020 rund hundert CCS-Projekte aufzubauen und dabei 300 Millionen Tonnen CO2 zu speichern. Doch Politikern erschienen die Kosten zu hoch, viele Projekte wurden gestoppt.

### Übersichtsliteratur
- S. Kammerer, I. Borho, J. Jung, M. S. Schmidt: Review: CO2 capturing methods of the last two decades. In: International Journal of Environmental Science and Technology. Dezember 2022, doi:10.1007/s13762-022-04680-0 (Open Access).
- IPCC Special report on CCS von 2005 (PDF-Datei; 22,80 MB, engl.).
- Technische Abscheidung und Speicherung von CO2 – nur eine Übergangslösung – Positionspapier des Umweltbundesamtes (2006) als Kurz- oder Langfassung zum Herunterladen
- Internationale Energieagentur (IEA): CO2 Capture and Storage – A Key Carbon Abatement Option, Paris 2008 (PDF-Datei; 3,8 MB).
- CO2-Abscheidung und -Lagerung bei Kraftwerken – Bericht des Büros für Technikfolgen-Abschätzung beim Deutschen Bundestag (TAB), 1. Juli 2008 (PDF; 683 kB)
- CCS – Rahmenbedingungen des Umweltschutzes für eine sich entwickelnde Technik – Hintergrundpapier des Umweltbundesamtes auf umweltbundesamt.de, 2009
- International CCS technology survey (PDF-Datei; 4,7 MB, englisch)
- Ralf E. Krupp: Geologische Kurzstudie zu den Bedingungen und möglichen Auswirkungen der dauerhaften Lagerung von CO2 im Untergrund; im Auftrag des BUND; 2010 (PDF-Datei; 6,1 MB)
- Global CCS Institute: Global Status of CCS; 2011 (PDF-Datei; 6 MB, engl.)

### Gesetzestexte
- Richtlinie 2009/31/EG zur geologischen Speicherung von Kohlenstoffdioxid
- Kohlendioxidspeichergesetz in Deutschland vom 17. August 2012

### Aufsätze
- Robert H. Socolow: Können wir das Klimaproblem begraben? In: Spektrum der Wissenschaft. Heidelberg, 03/2006, S. 72 ff., ISSN 0170-2971, kostenfrei abrufbar bei wissenschaft-online (PDF; 348 kB)
- Oliver Mayer-Spohn, Markus Blesl, Ulrich Fahl, Alfred Voß: Logistik der CO2-Sequestrierung – Optionen für den CO2-Transport. In: Chemie Ingenieur Technik. 78.2006,4, S. 435–444, ISSN 1522-2640
- L. Dietrich: CO2-Abscheidung und Ablagerung (CAA) im deutschen und europäischen Energieumweltrecht. Baden-Baden 2007, Forum Energierecht Bd. 12, zugl. Diss. Universität Osnabrück, 264 Seiten, ISBN 978-3-8329-2864-3
- Lutz Wicke: Mit CCS oder gar nicht. Artikel zur technischen Machbarkeit und Wirtschaftlichkeit der Sequestrierung, der ein „Schweigekartell der Oberingenieure“ analog zur Diskussion um die Abscheidung von Schwefeldioxid in den 1970er Jahren ins Feld führt.
- Rainer Wolf: CCS, Anlagengenehmigungsrecht und Emissionshandel. In: Zeitschrift für Umweltrecht (ZUR). Ausgabe 12/2009, S. 571–579. (PDF-Datei; 149 kB)
- Ernst Riensche, Sebastian Schiebahn, Li Zhao, Detlef Stolten: Kohlendioxid-Abtrennung aus Kohlekraftwerken – Aus der Erde in die Erde. In: Physik in unserer Zeit 43(4), S. 190–197 (2012), ISSN 0031-9252
- Dirk Asendorpf: „Wir könnten alle Emissionen aufnehmen“. Norwegen macht Europa ein verführerisches Angebot: Leere Erdgasfelder vor der Nordseeküste sollen zum CO2-Endlager werden, in: Die Zeit Nr. 33, 9. August 2018, S. 31.
- Bernhard Pötter: Der nächste Bodenschatz. Die Tageszeitung, 8. Januar 2022, ISSN 1434-4459 (taz.de [abgerufen am 9. Januar 2022] Bericht zum Projekt Northern Lights, Seite 8-9).